# Mont Rome
Le mont Rome, aussi connu sous le nom de mont de Rome-Château, est un sommet qui constitue un point stratégique dans le Nord du département de Saône-et-Loire. Il est situé à 5,6 km au sud-sud-ouest de Nolay, sur la commune de Saint-Sernin-du-Plain, et culmine à 545 m. 
Le sommet est accessible par la route depuis Saint-Sernin-du-Plain et traversé par le sentier Jean-Marc Boivin, un circuit de randonnée pédestre de 46 km. 
Il accueille des installations radioélectriques dans le domaine de la télédiffusion (émetteur TNT canaux 32H, 35H, 48H, 51H, 53H, 54H) et des télécommunications. Avant cela, de 1807 à 1853, il fut le lieu d'implantation et de fonctionnement de l'un des relais installés sur la ligne télégraphique Paris-Lyon-Milan mise en place par les frères Chappe (relais no 33).
Le mont Rome est connu pour son panorama sur l'Autunois et la région de Nolay, son site d'escalade et son festival de musique, Les Nuits du Mont Rome, qui se déroule en été depuis l'année 2000 dans un théâtre antique reconstitué.
Le mont Rome fait face au mont de Rème (514 m). Leurs noms respectifs font référence aux fondateurs de Rome, Romulus et Rémus.

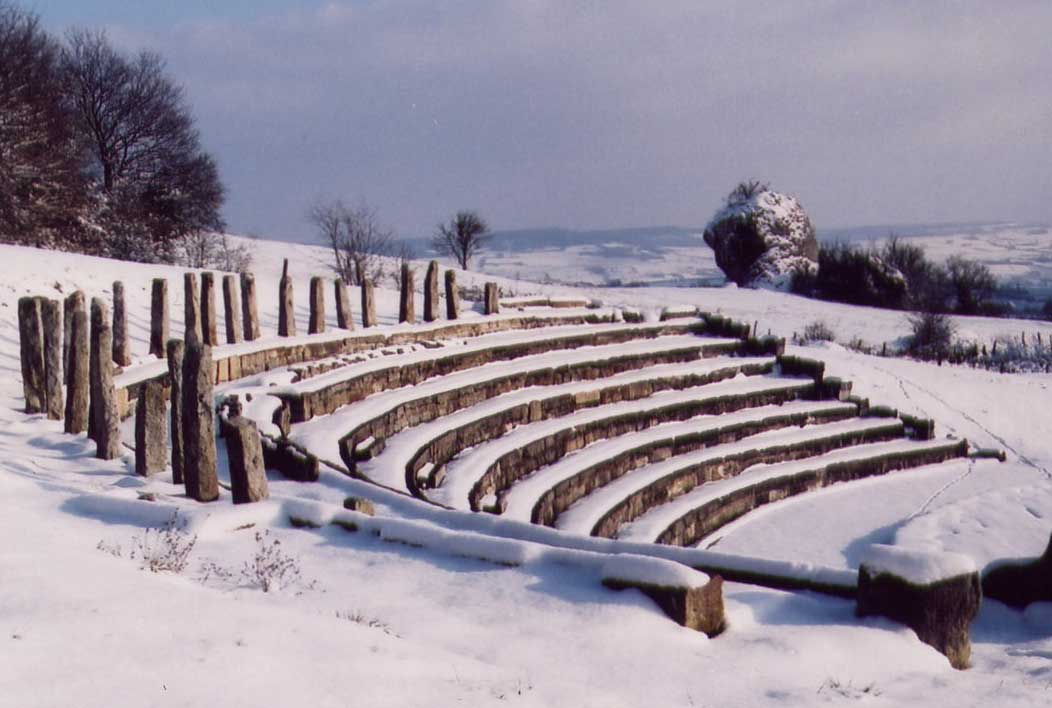
Vue du théâtre David, sur les flancs du mont Rome, en hiver.
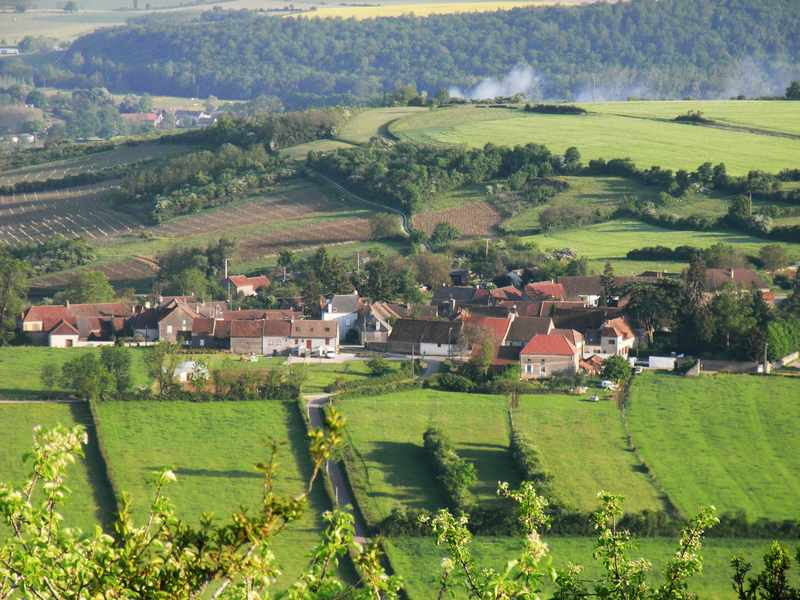
Vue depuis le sommet du mont Rome.
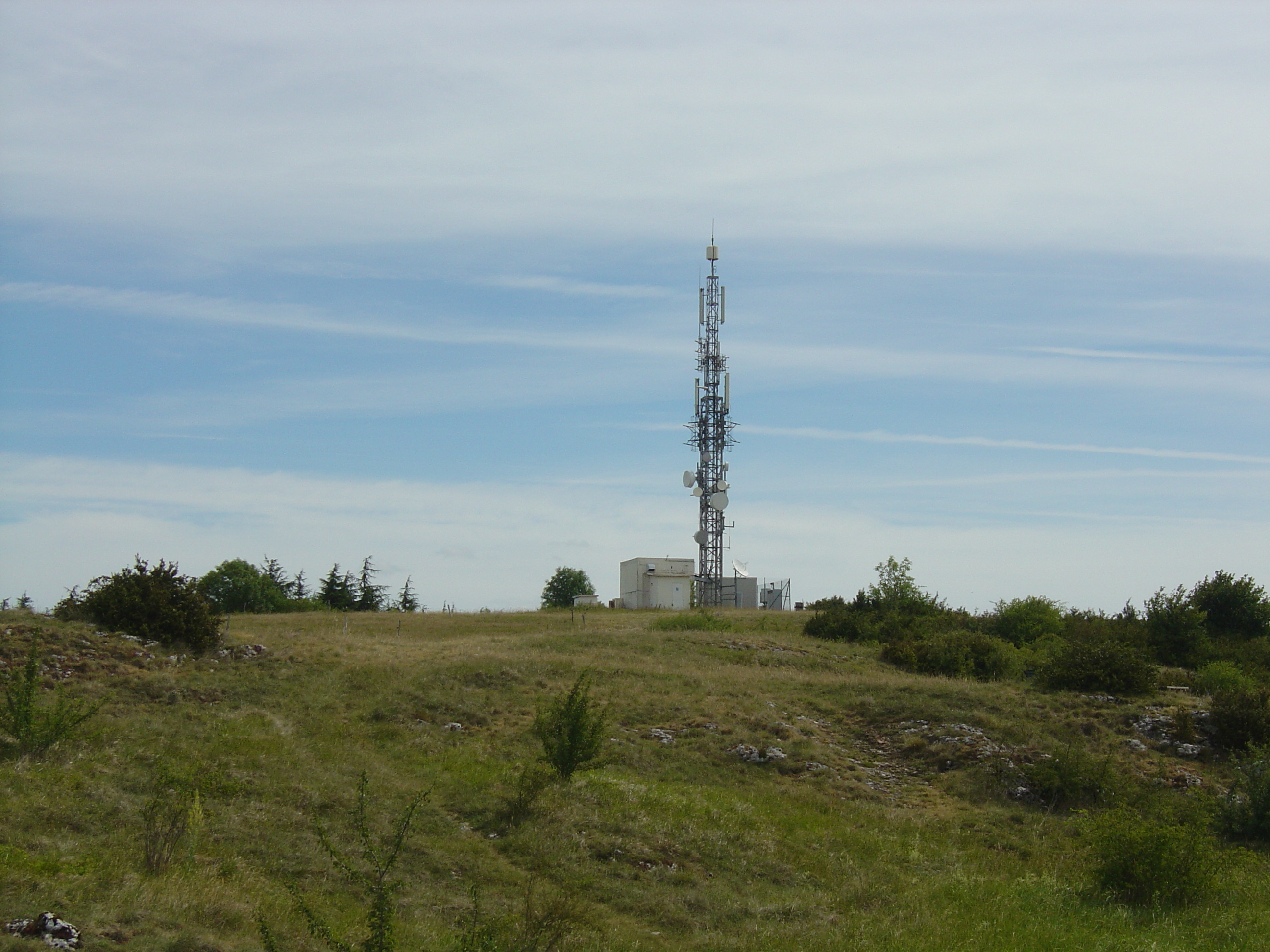
Antenne radioélectrique du mont Rome